# У ритму срца
У ритму срца (јап. スキップ・ビート!, енгл. Skip Beat!) је манга коју је написала и илустровала Јошики Накамура. Објављује се од фебруара 2002. године у јапанској манга ревији Hana to Yume. Године 2008—2009. адаптирана је у аниме серију од 25 епизода.
У Србији, Црној Гори, Босни и Херцеговини и БЈР Македонији серија је почела са емитовањем 2013. на каналу Ултра, синхронизована на српски језик. Синхронизацију је радио студио Лаудворкс. Касније је емитована и на каналу Пинк 2. Нема ДВД издања.

## Радња
Прича прати шеснаестогодишњакињу звану Могами Кјоко која је заљубљена у свог пријатеља из детињства Шотара Фуву. Кјоко је велики део свог детињства провела радећи у хотелу Шотарових родитеља и за то време много научила о кућним и хотелским пословима. Шотаро, не желећи да преузме посао својих родитеља, наговара Кјоко да напусти средњу школу као и свој живот у Кјоту, и са њим побегне у Токио како би он могао да се пробије на музичкој сцени. По доласку у Токио, Кјоко почиње да живи јако штедљивим животом занемарујући своје потребе и радећи по више послова како би помогла Шотару у остварењу. Шо, како га његови фанови називају, упада у топ 10 најпожељнијих мушкараца у шоу бизнису као број седам, док прво место заузима Цуруга Рен, познати јапански глумац. Шо се љути и напушта стан. Неколико дана касније, Кјоко одлази у агенцију за коју ради Шо, и чује Шоа како се својој менаџерки жали на њу, говорећи јој да је сасвим обична и досадна девојка. Уместо да пролије сузе, у њој се отвара „Пандорина кутија” и она се Шоу заклиње на освету. Док је обезбеђење избацује из зграде Шо јој се руга и говори јој да ако хоће да му се освети мора да уђе у свет шоу бизниса и постане већа звезда од њега. Након тога Кјоко мења свој изглед и улази у свет забаве, суочавајући се са многим изазовима.

## Франшиза

### Манга
Мангу У ритму срца написала је и илустровала Јошики Накамура. Серијализује се од 15. фебруара 2002. године у Хакусеншиној манга ревији Hana to Yume. Тренутна поглавља сакупљена су у 51 танкобон. Први је изашао 19. јула 2002. године.

### ЦД драме
Закључно са 2021. годином, постоји осам ЦД драма овог наслова. Прва, Skip Beat! Drama CD, објављена је 26. септембра 2002. године и покрива први том. Друга драма, , објављена је 21. августа 2012. године и садржи гласовне глумце из аниме адаптације. Трећа, KISS×KISS Drama CD Valentine Weapon, објављена је 19. јануара 2013. године. Четврта драма, , објављена је марта 2017. године и покрива поглавља 194-196. Истог месеца, објављена је пета ЦД драма у 40. тому манге. Шеста и седма драма изашле су 2019. године, и покривају одређене кратке приче. Осми ЦД изашао је јануара 2021. године и покрива поглавља 274-279.

### Аниме
Манга је 2008. адаптирана у аниме у продукцији студија Hal Film Maker. Епизоде су се оригинално емитовале од 6. октобра 2008. до 30. марта 2009. године, са укупно 25 епизода. Серијал садржи две уводне и две одјавне шпице. Обе уводне шпице отпевао је музички дуо the generous (песме: Dream Star и Renaissance), док су одјавне отпевали бенд 2BACKKA (песма: Namida) и певач Јусаку Кијама (песма: ).
У Србији, Црној Гори, Босни и Херцеговини и БЈР Македонији серија је почела са емитовањем 2013. на каналу Ултра, синхронизована на српски језик. Синхронизацију је радио студио Лаудворкс, с тим да су уводне и одјавне шпице остављене у оригиналну. Касније је емитована и на каналу Пинк 2. Нема ДВД издања.

#### Улоге
| Улога           | Српски тумач       |
| --------------- | ------------------ |
| Могами Кјоко    | Милена Живановић   |
| Котонами Канае  | Александра Ширкић  |
| Аки Шоко        | Андријана Оливерић |
| Фува Шо         | Милош Ђуричић      |
| Цуруга Рен      | Милан Антонић      |
| Такарада Лори   | Милан Чучиловић    |
| Огата Хироаки   | Милан Тубић        |
| Такарада Марија | Јелена Ђорђевић    |
| Савара Такенори | Даниел Сич         |
| Газдарица       | Ана Симић Кораћ    |

### Играна серија
Такође 2008. године, објављено је да ће манга бити адаптирана у тајванску ТВ драму. Јануара наредне године, неколико дана пре почетка снимања, продукција серије је обустављена ради предаре текста. Снимање је потом започето априла 2011. године, а прва епизода је изашла 18. децембра исте године. Последња, петнаеста епизода, емитована је 1. априла 2011. године. Верује се да ће серијал добити другу сезону након што манга буде довршена.

### Видео игра
Серијал је 28. маја 2009. године добио „наставак“ у виду игрице за PlayStation 2. Прича наставаља Кјокине авантуре након завршетка анимеа. Уводну шпицу отпевао је бенд SMILY☆SPIKY (песма: ).

### Романи
Текстописац Ајуна Фуџисаки је објавила шест романа базираних на овом наслову, с тим да је шести изашао када је првих пет романа спојено у један том, 20. септембра 2016. године. Илустрацију за последњу причу радила је Накамура.

## Спољашњи извори
- Одељак о манги на званичном вебсајту часописа Хана то Јуме (језик: јапански)
- Одељак о анимеу на званичном вебсајту ТВ Токија (језик: јапански)